# Renegátok (film, 2017)
A Renegátok (eredeti cím: Renegades) 2017-ben bemutatott német–francia akcióthriller, amelyet Steven Quale rendezett. A főbb szerepekben Sullivan Stapleton, Charlie Bewley, Alain Blazevic, Sylvia Hoeks és Joshua Henry látható.
Németországban 2017. szeptember 1-én, Franciaországban 2017. szeptember 6-án, Magyarországon 2017. szeptember 7-én mutatták be a mozikban.

## Cselekmény
A délszláv háború idején (1994–1998) amerikai kommandósok érkeznek Szarajevóba. Egy tábornokot kell elfogniuk, de ők is majdnem belehalnak az akcióba, miközben egy tankkal fél Szarajevót letarolják.
Később megismerkednek az egyik katona szeretőjével, aki elmondja, hogy egy hatalmas tóban irdatlan mennyiségű aranykészlet merült el, még a második világháborúban. 
A nő Bosznia-Hercegovina javára fordítaná az aranyat. A kommandósoknak ezer veszély közepette kell megtalálni az aranyakat, és – lehetőleg – túlélni a háborút.

## Szereplők
| Szereplő            | Színész            | Magyar hang    |
| ------------------- | ------------------ | -------------- |
| Matt Barnes         | Sullivan Stapleton | Pál András     |
| J. Levin            | J. K. Simmons      | Barbinek Péter |
| Stanton Baker       | Charlie Bewley     | Varju Kálmán   |
| Petrović            | Clemens Schick     | Kovács Lehel   |
| Kurt Duffy          | Diarmaid Murtagh   | Sarádi Zsolt   |
| Borisz              | Alain Blazevic     | Gyurity István |
| Lara Simic          | Sylvia Hoeks       | Pálmai Anna    |
| Ben Moran           | Joshua Henry       | Géczi Zoltán   |
| Jack Porter         | Dimitri Leonidas   | Hamvas Dániel  |
| Jim Rainey őrvezető | Ewen Bremner       | Rába Roland    |
| Milic tábornok      | Peter Davor        | Tarján Péter   |

### Magyar változat
- Bemondó: Nagy Sándor
- Magyar szöveg: Pataricza Eszter
- Hangmérnök: Csomár Zoltán
- Vágó: Simkóné Varga Erzsébet
- Gyártásvezető: Kincses Tamás
- Szinkronrendező: Majoros Eszter

A szinkront a Mafilm Audio Kft. készítette el.

## A film készítése
2014. szeptember 30-án bejelentették, hogy a EuropaCorp Steven Quale-t bízta meg a The Lake című akcióthriller rendezésével, melynek forgatókönyvét Luc Besson és Richard Wenk írta. 2015. március 2-án Sullivan Stapletont választották a főszerepre. J. K. Simmons, Charlie Bewley és Diarmaid Murtagh szintén csatlakoztak a szereplőgárdához, ahogyan Sylvia Hoeks, Joshua Henry és Dimitri Leonidas is.
A forgatás 2015. április 30-án kezdődött és Horvátországban (Hum, Károlyváros, Ogulin és Zágráb városaiban, valamint a Lokvarka- és Čiče-tavaknál), Németországban és Máltán zajlott.
A film 5 millió eurós támogatást kapott a német szövetségi filmalaptól, valamint további 275 000 eurót a bajor filmalaptól.